# Xian de Zixi
Le xian de Zixi (资溪县 ; pinyin : Zīxī Xiàn) est un district administratif de la province du Jiangxi en Chine. Il est placé sous la juridiction de la ville-préfecture de Fuzhou.

## Démographie
La population du district était de 104 802 habitants en 1999.